# Bruno Beye
Bruno Wilhelm Heinrich Beye (* 4. April 1895 in Magdeburg; † 4. Juni 1976 ebenda) war ein deutscher Maler und Grafiker.

## Leben
Als Sohn des Klempners Wilhelm Christian Friedrich Ludwig Beye und dessen Ehefrau Emilie Marie Auguste Minna geb. Berkling geboren, studierte Beye von 1911 bis 1914 an der Kunstgewerbeschule Magdeburg. Studienreisen führten ihn nach Basel, Prag und Amsterdam.
Obwohl Beye von 1914 bis 1918 als Soldat am Ersten Weltkrieg teilnahm, betätigte er sich auch in dieser Zeit bereits künstlerisch. 1916 nahm er an der ersten expressionistischen Ausstellung in seiner Heimatstadt Magdeburg teil. In der linksgerichteten Zeitung Die Aktion veröffentlichte er ab 1917 verschiedene Werke. Nach Kriegsende gehörte Beye 1919 zu den Mitbegründern der Künstlergruppe Die Kugel und arbeitete hier mit Franz Jan Bartels, Robert Seitz, Max Dungert, Wilhelm Stolzenburg, Theodor Däubler, Kurt Pinthus, Hans Heinz Stuckenschmidt, Heinrich Schaefer, Johannes R. Becher und Erich Weinert zusammen.
1921 verließ Beye Magdeburg und ging nach Berlin. Er arbeitete dort beim Kabarett „Schall und Rauch“. Eng befreundet war er mit Eberhard Viegener.
Bereits 1922 verließ Beye Berlin und war im Rheinland und in Westfalen tätig, wobei er auch als Hilfsarbeiter arbeitete. In den Jahren von 1925 bis 1928 lebte er in Paris und besuchte die Académie Colarossi. Beruflich betätigte er sich vor allem als Pressezeichner. 1929 kehrte er nach Magdeburg zurück und war hier bis 1933 für linksgerichtete Zeitungen ebenfalls als Pressezeichner tätig.
Nach der Machtergreifung der Nationalsozialisten fand bei Beye 1933 eine Hausdurchsuchung statt. Er begab sich daraufhin auf ausgedehnte Reisen die ihn zwischen 1934 und 1944 nach Spanien, Marokko, Italien und auf den Balkan, aber auch nach Mecklenburg und Tirol führten. Er blieb jedoch weiter obligatorisch Mitglied der Reichskammer der bildenden Künste. Es sind aber lediglich zwei Ausstellungen bekannt, an denen er teilnahm. 1944 erhielt er von der deutschen Regierung den Auftrag, die Stadt Quedlinburg zu zeichnen.

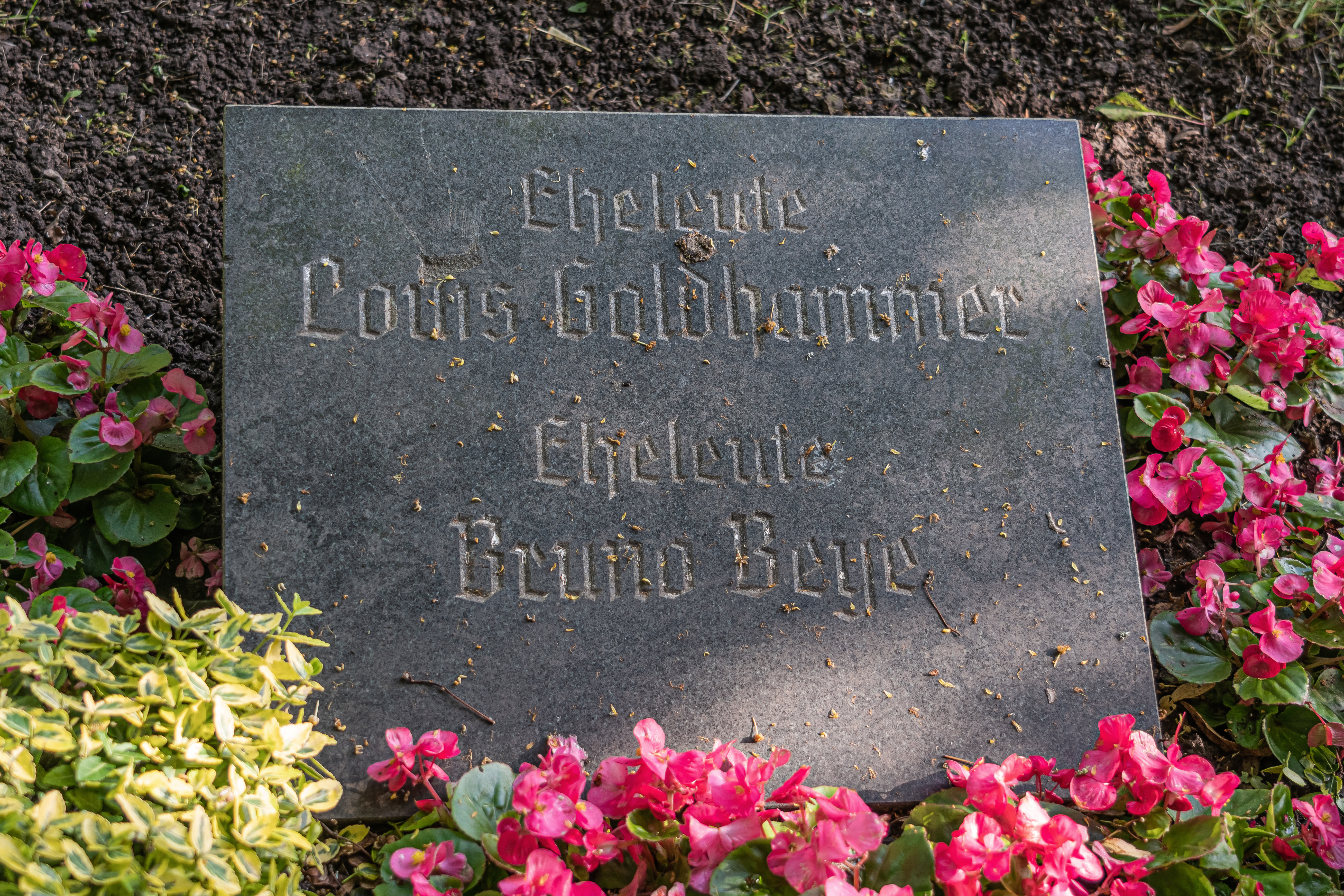
Grabstein von Bruno Beye auf dem Westfriedhof (Magdeburg)

Bei einem Luftangriff auf Magdeburg am 16. Januar 1945 wurden große Teile seines Werks vernichtet. Beye kehrte nach Magdeburg zurück und arbeitete gemeinsam mit Hermann Bruse und Wilhelm Höpfner an der Entnazifizierung im Bereich der Kunst. Er gehörte zu den Gründungsmitgliedern des Kulturbundes zur demokratischen Erneuerung Deutschlands.
Im Zuge des Formalismusstreits zog sich Beye in der Zeit zwischen 1950 und 1953 nach Berlin zurück und war wieder als Pressezeichner tätig.
1954 kehrte er erneut nach Magdeburg zurück.

## Ehrungen
- 1963: Erich-Weinert-Kunstpreis der Stadt Magdeburg
- 1971: Johannes-R.-Becher-Medaille in Silber
- 1975: Kunstpreis des Bezirks Magdeburg.
- Benennung einer Straße in Magdeburg-Olvenstedt nach Beye (Bruno-Beye-Ring).

## Museen und öffentlichen Sammlungen mit Werken Beyes (unvollständig)
- Altenburg (Thüringen): Lindenau-Museum
- Dresden: Galerie Neue Meister[4]
- Magdeburg: Kulturhistorisches Museum

## Weitere Werke (Auswahl)
- Selbstporträt mit Pfeife (vor 1946, Aquarell)[5]

## Ausstellungen (unvollständig)

### Einzelausstellungen
- 1960: Magdeburg, Kulturhistorisches Museum (Querschnitt durch 45 Jahre Malerei, Grafik, Zeichnung)
- 1965: Magdeburg
- 1966: Bad Kösen, Museum Romanisches Haus (Aquarelle und Grafik von 1912 bis 1965)
- 1975: Magdeburg, Bildungsstätte Weltall-Erde-Mensch
- Postum 1983: Erfurt, Galerie erph (Zeichnungen. Ausstellung und Verkauf aus dem Nachlass)

### Gruppenausstellungen
- 1943: Dessau, Anhaltische Gemäldegalerie („Kunstausstellung des Gaues Magdeburg“)
- 1943: Magdeburg, Kaiser-Friedrich-Museum („Kunstausstellung des Gaues Magdeburg-Anhalt“)
- 1946: Magdeburg, Magdeburger Museen, Ausstellung der bildenden Künstler des Bezirks Magdeburg[6]
- 1946[7] und 1947: Halle/Saale, Städtisches Museum in der Moritzburg (Kunstausstellung der Provinz Sachsen)
- 1948: Halle/Saale, Große Kunstausstellung Sachsen-Anhalt
- 1949: Halle/Saale, Landes-Kunstausstellung Sachsen-Anhalt
- 1953: Dresden, Dritte Deutsche Kunstausstellung[8]
- 1965: Magdeburg, Kulturhistorisches Museum („1945-1965. 20 Jahre Bildende Kunst im Bezirk Magdeburg“)
- 1965, 1974 und 1979: Magdeburg, Bezirkskunstausstellungen
- 1974: Frankfurt/Oder, Galerie Junge Kunst („Aquarell, Gouache, Tempera, Pastell“)

#### Postum
- 1978/1979: Berlin, Altes Museum („Revolution und Realismus. Revolutionäre Kunst in Deutschland 1917 bis 1933“)
- 1983: Freital, Neue Galerie im Schloss Burgk („Druckgrafik der DDR. Arbeiten der alten Künstlergeneration“)
- 1983: Neubrandenburg, Haus der Kultur und Bildung („Maler bauen Barrikaden. Grafik der 20er Jahre“)
- 1985: Halle/Saale, Staatliche Galerie Moritzburg („Kunst im Klassenkampf. Proletarisch-revolutionäre und antifaschistische Malerei, Grafik und Plastik“)
- 1986: Leipzig, Museum der Bildenden Künste („Worin unsere Stärke besteht“)
- 1989: Berlin, Otto-Nagel-Haus („Krieg: Ahnung und Wissen“)
- 1989: Halle/Saale, Staatliche Galerie Moritzburg („Expressionismus. Die zweite Generation 1915-1925“)
- 1990: Berlin, Neue Berliner Galerie im Alten Museum („Die Kunst der frühen Jahre 1945 – 1949. Malerei und Grafik“)